# 三条町子
三条 町子（さんじょう まちこ、1925年1月9日 - 2022年8月30日）は、日本の歌手。本名は藤田 信子（旧姓：宮野）。三條 町子の表記もある。

## 経歴
青森県八戸市に生まれる。作曲家大村能章の弟子。戦争中は栃木に疎開。
1948年（昭和23年）に上京し、同年、キングレコードから本名の「宮野信子」の名前で「泪のブルース」にてデビュー。他に「黄昏の花園」などを発表した。1949年（昭和24年）、芸名を「三條町子」として発表した「かりそめの恋」が大ヒットし、一躍その名が知られることとなった。1951年（昭和26年）には「東京悲歌」（とうきょうエレジー）も大ヒットした。大津美子の1956年（昭和31年）の代表作「ここに幸あり」はもともと三條町子の吹き込みで曲は制作されたが、三條が出産を控えていた為に、同じレコード会社の当時新人の大津に回ってきたというエピソードがある。大津美子は「かりそめの恋」を、1964年（昭和39年）にシングルでカヴァーした。また、1950年（昭和25年）に発売した三條町子名義の「涙のブルース」は、デビュー曲「泪（なみだ）のブルース」とは全くの同名異曲である。
三條はその後、結婚のため引退したが、昭和40年代（1960年代半ば）に入ると懐メロブームに乗り、名前の表記を「三条町子」として時折テレビ出演するなど、平成に入っても高齢ながら精力的に活動を続けていた。
2011年11月11日、ゆうぽうとで開催された「第38回日本歌手協会歌謡祭」に、菅原都々子・安藤まり子・後輩の大津美子らと共に出演。
2012年1月17日、「NHK歌謡コンサート」（NHK総合）に87歳にして生出演し、自身の代表曲「かりそめの恋」を披露した。
2022年8月30日午後5時5分、老衰のため神奈川県大和市の自宅で死去。97歳没。

## ヒット曲
- かりそめの恋 : 1949年（昭和24年）
- 東京悲歌（とうきょうエレジー） : 1951年（昭和26年）
- 私は銀座リル : 1952年（昭和27年）
- 想い出のランプに灯を入れて : 1953年（昭和28年）
- 恋の火の鳥 : 1954年（昭和29年）

## NHK紅白歌合戦出場歴
| 年度/放送回              | 曲目     | 対戦相手 |
| ------------------------ | -------- | -------- |
| 1952年（昭和27年）/第2回 | 東京悲歌 | 瀬川伸   |
| 1953年（昭和28年）/第4回 | 東京悲歌 | 鶴田六郎 |

## 主な映画出演
- 『紅椿』 吉村廉監督、1953年（昭和28年） - 歌手 役